# Puppet Master
Puppet Master (bra: O Mestre dos Brinquedos) é um filme norte-americano de 1989 dos gêneros terror, suspense e fantasia, dirigido por David Schmoeller e estrelado por Paul Le Mat e William Hickey.
Lançado diretamente em vídeo nos Estados Unidos em 12 de outubro 1989, originou uma extensa franquia que até 2019 já contava com 14 filmes lançados, incluindo sequências, prequências e histórias derivadas.

## Sinopse
Um grupo de pessoas dotadas de habilidades paranormais vai a um hotel em reformas onde acreditam estar escondido um segredo que pode dar vida a objetos inanimados. Ao chegarem lá, eles são surpreendidos por vários bonecos bizarros e assassinos que começam a atacá-los.

## Elenco
Este é o elenco principal do filme, conforme informações do Moviefone:
- Paul Le Mat — Alex Whitaker
- William Hickey — Andre Toulon
- Irene Miracle — Dana Hadley
- Jimmie F. Skaggs — Neil Gallagher
- Robin Frates — Megan Gallagher
- Matt Roe — Frank Forrester
- Kathryn O'Reilly — Carlissa Stamfor
- Mews Small — Theresa
- Barbara Crampton — Mulher no parque de diversões
- David Boyd — Homem no parque de diversões
- Peter Frankland e Andrew Kimbrough — Assassinos
- Ed Cookie Jarvis — Pinhead (voz)
- Linda O. Cook — Leech Woman (voz)
- Tim Dornberg — Tunneler (voz)
- Bert Rosario — Blade (voz)
- Michael Laide — Jester (voz)